# Jan Mika
Jan Mika ps. Żagliński (ur. 7 czerwca 1905 w Pierszycach k. Dąbrowy Tarnowskiej, zm. 2 lutego 1943 w Auschwitz-Birkenau) – polski inżynier, absolwent Wydziału Rolniczego Uniwersytetu Jagiellońskiego, działacz Związku Młodzieży Wiejskiej Znicz w Krakowie, założyciel i członek Związku Młodzieży Wiejskiej RP „Wici” w Krakowie, żołnierz Armii Krajowej, organizator siatki „Odwetu” nad Dunajcem.

## Życiorys
Był synem Szczepana i Katarzyny. Zdał maturę w I Gimnazjum Państwowym Klasycznym w Tarnowie. W 1927 r. rozpoczął studia na Wydziale Rolniczym Uniwersytetu Jagiellońskiego, dyplom inżyniera rolnictwa uzyskał w 1933 r. Równocześnie ze studiami ukończył roczny kurs spółdzielczy prowadzony przy Wydziale Rolniczym. W trakcie studiów działał w Związku Młodzieży Wiejskiej "Znicz", był też założycielem i członkiem „Wici” w Krakowie. Po studiach jako stypendysta pracował na Wołyniu, początkowo w Urzędzie Ziemskim w Łucku, potem na stanowisku agronoma powiatowego w Lubomlu (do 1945 r. woj. Wołyńskie, obecnie miasto na Ukrainie), angażując się w działalność gospodarczą. Zakładał kółka rolnicze, przeprowadzał melioracje bagien, zakładał wzorcowe pastwiska oraz organizował sklepy spółdzielcze i hurtownie. W sierpniu 1939 r. został mianowany komisarzem aprowizacyjnym na powiat lubomelski. 28 września 1939 r. opuścił z rodziną Luboml i powrócił do rodzinnych Pierszyc, gdzie nawiązał współpracę z Centralą "Społem" w Tarnowie i otworzył sklep filialny w Otfinowie, którego był kierownikiem. Jesienią 1939 r. włączył się do pracy ośrodka konspiracyjnego w Tarnowie, pełniąc funkcję referenta ds. administracyjno-cywilnych na powiat Dąbrowa Tarnowska. Funkcję tę pełnił również po połączeniu się w 1940 r. komórek konspiracyjnych w jedną organizację ZWZ-Tarnów (Związek Walki Zbrojnej), a następnie w Komendę Armii Krajowej. Działając w tej organizacji Jan Mika dostarczał materiały do "Biuletynu Radiowego". organizował łączność, wywiad, powielał i kolportował prasę ("Odwet"). Skrzynka konspiracyjna znajdowała się w sklepie prowadzonym przez J. Mikę, który kierował również pracą punktu przebitkowego. Jeden z łączników "Odwetu" w trakcie śledztwa załamał się i ujawnił Niemcom informacje, które doprowadziły do aresztowania przez gestapo Jana Miki 16 marca 1942 r. Pełne tortur śledztwo, w którym nikogo nie zdradził, trwało blisko 6 miesięcy. 27 sierpnia 1942 r. został przetransportowany do obozu w KL Auschwitz w Oświęcimiu (nr 61893, blok 4a) i tam rozstrzelany 2 lutego 1943 roku.